# Elezioni politiche suppletive in Italia del 1997
Le elezioni politiche suppletive italiane del 1997 sono le elezioni tenute in Italia nel corso del 1997 per eleggere deputati o senatori dei collegi uninominali rimasti vacanti.

## Camera dei deputati

### Collegio Lombardia 2 - 3
Le elezioni politiche suppletive nel collegio elettorale di Tradate si sono tenute il 1º giugno 1997 per eleggere un deputato per il seggio lasciato vacante da Carlo Ambrogio Frigerio (LN), deceduto il 16 marzo 1997. Il collegio è formato dal territorio di 18 comuni: Albizzate, Cairate, Carnago, Caronno Varesino, Castelseprio, Castiglione Olona, Fagnano Olona, Gornate Olona, Lonate Ceppino, Malnate, Morazzone, Olgiate Olona, Solbiate Arno, Solbiate Olona, Tradate, Vedano Olona, Venegono Inferiore e Venegono Superiore.
| Partito                            | Partito                                | Candidato                          | Risultati 1º giugno 1997 | Risultati 1º giugno 1997 |
| Partito                            | Partito                                | Candidato                          | Voti                     | %                        |
| ---------------------------------- | -------------------------------------- | ---------------------------------- | ------------------------ | ------------------------ |
|                                    | Lega Nord                              | Dario Galli                        | 27 020                   | 46,25                    |
|                                    | L'Ulivo                                | Piero Giorgio Luini                | 15 499                   | 26,53                    |
|                                    | Polo per le Libertà                    | Paolo Valmori                      | 12 969                   | 22,20                    |
|                                    | Socialisti Italiani Uniti              | Fabrizio Piacentini                | 1 506                    | 2,58                     |
|                                    | Movimento Sociale Fiamma Tricolore     | Vincenzo Biotti                    | 1 427                    | 2,44                     |
|                                    |                                        |                                    |                          |                          |
| Iscritti                           | Iscritti                               | Iscritti                           | 101 250                  | 100,00                   |
| ↳ Votanti (% su iscritti)          | ↳ Votanti (% su iscritti)              | ↳ Votanti (% su iscritti)          | 62 282                   | 61,51                    |
| ↳ Voti validi (% su votanti)       | ↳ Voti validi (% su votanti)           | ↳ Voti validi (% su votanti)       | 58 421                   | 93,80                    |
| ↳ Schede non valide (% su votanti) | ↳ Schede non valide (% su votanti)     | ↳ Schede non valide (% su votanti) | 3 861                    | 6,20                     |
| ↳ Astenuti (% su iscritti)         | ↳ Astenuti (% su iscritti)             | ↳ Astenuti (% su iscritti)         | 38 968                   | 38,49                    |
|                                    |                                        |                                    |                          |                          |
|                                    | Esito: collegio confermato a Lega Nord |                                    |                          |                          |

## Senato della Repubblica

### Collegio Toscana - 3
Le elezioni politiche suppletive nel collegio elettorale di Sesto Fiorentino si sono tenute il 9 novembre 1997 per eleggere un senatore per il seggio lasciato vacante da Pino Arlacchi (PDS), dimessosi il 31 agosto 1997. Il collegio è formato dal territorio di 24 comuni: Barberino di Mugello, Borgo San Lorenzo, Calenzano, Campi Bisenzio, Castelfranco di Sopra, Dicomano, Fiesole, Firenzuola, Londa, Loro Ciuffenna, Marradi, Palazzuolo sul Senio, Pelago, Pian di Scò, Pontassieve, Reggello, Rufina, San Godenzo, San Piero a Sieve, Scarperia, Sesto Fiorentino, Terranuova Bracciolini, Vaglia e Vicchio.
| Partito                            | Partito                              | Candidato                          | Risultati 9 novembre 1997 | Risultati 9 novembre 1997 |
| Partito                            | Partito                              | Candidato                          | Voti                      | %                         |
| ---------------------------------- | ------------------------------------ | ---------------------------------- | ------------------------- | ------------------------- |
|                                    | L'Ulivo                              | Antonio Di Pietro                  | 89 030                    | 67,75                     |
|                                    | Polo per le Libertà                  | Giuliano Ferrara                   | 21 206                    | 16,14                     |
|                                    | Unità a Sinistra                     | Alessandro Curzi                   | 17 090                    | 13,01                     |
|                                    | Lega Nord                            | Franco Checacci                    | 4 076                     | 3,10                      |
|                                    |                                      |                                    |                           |                           |
| Iscritti                           | Iscritti                             | Iscritti                           | 188 648                   | 100,00                    |
| ↳ Votanti (% su iscritti)          | ↳ Votanti (% su iscritti)            | ↳ Votanti (% su iscritti)          | 137 765                   | 73,03                     |
| ↳ Voti validi (% su votanti)       | ↳ Voti validi (% su votanti)         | ↳ Voti validi (% su votanti)       | 131 402                   | 95,38                     |
| ↳ Schede non valide (% su votanti) | ↳ Schede non valide (% su votanti)   | ↳ Schede non valide (% su votanti) | 6 363                     | 4,62                      |
| ↳ Astenuti (% su iscritti)         | ↳ Astenuti (% su iscritti)           | ↳ Astenuti (% su iscritti)         | 50 883                    | 26,97                     |
|                                    |                                      |                                    |                           |                           |
|                                    | Esito: collegio confermato a L'Ulivo |                                    |                           |                           |

### Collegio Friuli-Venezia Giulia - 2
Le elezioni politiche suppletive nel collegio elettorale di Gorizia si sono tenute il 14 dicembre 1997 per eleggere un senatore per il seggio lasciato vacante da Darko Bratina (PDS), deceduto il 23 settembre 1997. Il collegio è formato dal territorio di 62 comuni: Aiello del Friuli, Aquileia, Attimis, Campolongo al Torre, Capriva del Friuli, Cervignano del Friuli, Chiopris-Viscone, Cividale del Friuli, Cormons, Corno di Rosazzo, Doberdò del Lago, Dolegna del Collio, Drenchia, Duino Aurisina, Faedis, Farra d'Isonzo, Fiumicello, Fogliano Redipuglia, Gorizia, Gradisca d'Isonzo, Grado, Grimacco, Lusevera, Manzano, Mariano del Friuli, Medea, Moimacco, Monfalcone, Monrupino, Moraro, Mossa, Nimis, Premariacco, Prepotto, Pulfero, Resia, Romans d'Isonzo, Ronchi dei Legionari, Ruda, Sagrado, San Canzian d'Isonzo, San Floriano del Collio, San Giovanni al Natisone, San Leonardo, San Lorenzo Isontino, San Pier d'Isonzo, San Pietro al Natisone, San Vito al Torre, Savogna, Savogna d'Isonzo, Sgonico, Staranzano, Stregna, Taipana, Tapogliano, Terzo d'Aquileia, Torreano, Trivignano Udinese, Turriaco, Villa Vicentina, Villesse, Visco.
| Partito                            | Partito                              | Candidato                          | Risultati 14 dicembre 1997 | Risultati 14 dicembre 1997 |
| Partito                            | Partito                              | Candidato                          | Voti                       | %                          |
| ---------------------------------- | ------------------------------------ | ---------------------------------- | -------------------------- | -------------------------- |
|                                    | L'Ulivo                              | Demetrio Volcic                    | 63 192                     | 65,92                      |
|                                    | Polo per le Libertà                  | Dario Mulitsch                     | 32 674                     | 34,08                      |
|                                    |                                      |                                    |                            |                            |
| Iscritti                           | Iscritti                             | Iscritti                           | 194 378                    | 100,00                     |
| ↳ Votanti (% su iscritti)          | ↳ Votanti (% su iscritti)            | ↳ Votanti (% su iscritti)          | 101 795                    | 52,37                      |
| ↳ Voti validi (% su votanti)       | ↳ Voti validi (% su votanti)         | ↳ Voti validi (% su votanti)       | 95 866                     | 94,18                      |
| ↳ Schede non valide (% su votanti) | ↳ Schede non valide (% su votanti)   | ↳ Schede non valide (% su votanti) | 5 929                      | 5,82                       |
| ↳ Astenuti (% su iscritti)         | ↳ Astenuti (% su iscritti)           | ↳ Astenuti (% su iscritti)         | 92 583                     | 47,63                      |
|                                    |                                      |                                    |                            |                            |
|                                    | Esito: collegio confermato a L'Ulivo |                                    |                            |                            |

## Riepilogo
| Data        | Camera                  | Circoscrizione        | Collegio             | Partito | Partito | Parlamentare uscente    | Partito | Partito     | Parlamentare eletto |
| ----------- | ----------------------- | --------------------- | -------------------- | ------- | ------- | ----------------------- | ------- | ----------- | ------------------- |
| 1º giugno   | Camera dei Deputati     | Lombardia 2           | 3 (Tradate)          |         | LN      | Carlo Ambrogio Frigerio |         | LN          | Dario Galli         |
| 9 novembre  | Senato della Repubblica | Toscana               | 4 (Sesto Fiorentino) |         | PDS     | Pino Arlacchi           |         | Ind. di csx | Antonio Di Pietro   |
| 14 dicembre | Senato della Repubblica | Friuli-Venezia Giulia | 2 (Gorizia)          |         | PDS     | Darko Bratina           |         | PDS         | Demetrio Volcic     |